# فرودگاه شهرستان فوند دو لاک
فرودگاه شهرستان فوند دو لاک (به انگلیسی: Fond du Lac County Airport) یک فرودگاه همگانی بهره‌برداری هوایی با کد یاتا FLD است که یک باند فرود آسفالت دارد و طول باند آن ۱۰۹۸ متر است. این فرودگاه در کشور ایالات متحده آمریکا قرار دارد و در ارتفاع ۲۴۶ متری از سطح دریا واقع شده‌است.